# Wendia brevivittata
Wendia brevivittata är en flockblommig växtart som först beskrevs av Carl Friedrich von Ledebour, och fick sitt nu gällande namn av Aleksandr Alfonsovitj Grossgejm. Wendia brevivittata ingår i släktet Wendia och familjen flockblommiga växter. Inga underarter finns listade i Catalogue of Life.